# Котелевка (річка)
Котеле́вка (інша назва — Середня Котельва) — річка в Україні, в межах Краснокутського району Харківської області та Котелевського району Полтавської області. Ліва притока Котельви (басейн Ворскли).

## Опис
Довжина річки 31 км, площа басейну 319 км². Долина трапецієподібна, завширшки до 3 км, завглибшки до 20 м. Ширина заплави до 300 м, у нижній течії є заплавні озера. Річище звивисте, завширшки до 2 м, є багато стариць. Похил річки 1,1 м/км. Споруджено кілька ставків.

## Розташування
Витоки розташовані на захід від смт Краснокутська. Річка тече спершу на південний захід, далі — переважно на захід, у пригирловій частині (в межах смт Котельви) знову тече на південний захід. Впадає до річки Котельви на південній околиці смт Котельви. 
Притока — річка Мокра Котелевка (права).
У старіших джерелах ця річка зазначена як Котельва, а сучасна річка Котельва вказується як її права притока Середня Котельва